# ORP Arctowski

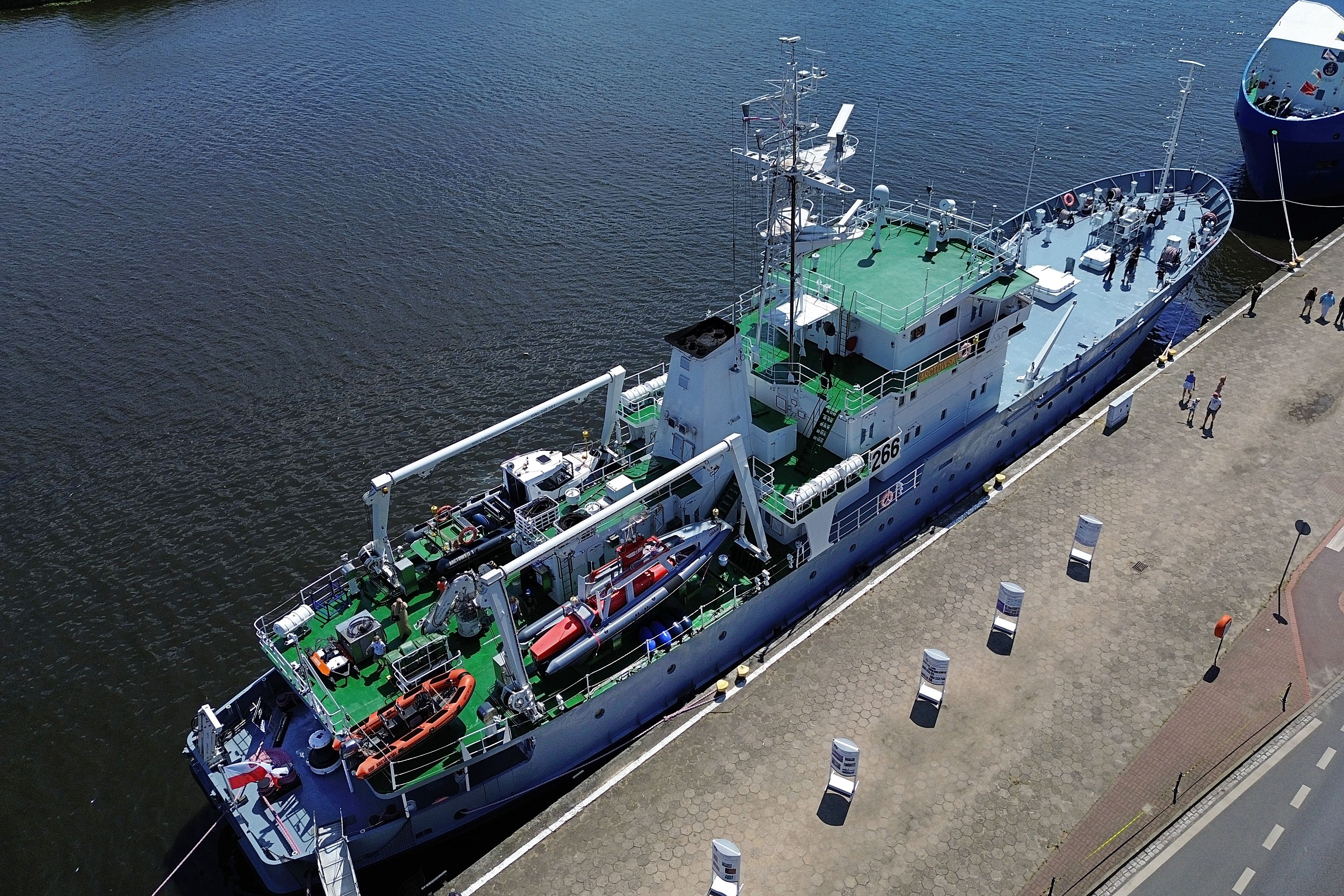
ORP „Arctowski”. Widoczne wyposażenie okrętu zgromadzone na pokładzie rufowym, w tym m.in. dron nawodny DriX (przy prawej burcie)

ORP Arctowski – polski okręt hydrograficzny projektu 874 (w kodzie NATO: typ Modified Finnik), numer taktyczny 266. Nazwany został na cześć Henryka Arctowskiego.
Okręt ten został zaprojektowany w Polsce i zbudowany w Stoczni Północnej w Gdańsku. Jego okrętem bliźniaczym jest ORP „Heweliusz” (typ ten czasami jest określany jako Heweliusz). Wodowany został 20 listopada 1981. Do służby wszedł 27 listopada 1982 roku. Od tej pory wypełnia zarówno zadania hydrograficzne dla Marynarki Wojennej jak i naukowe dla instytucji cywilnych. W dniach 4–26 maja 1983 roku okręt wziął udział w wielkich ćwiczeniach sił Marynarki Wojennej o kryptonimie Reda-83. Brał udział w akcjach ratowniczych: we wrześniu 1984 podjął załogę czechosłowackiego jachtu „Makalu 80”, a w 1988 r. odnalazł załogę kutra rybackiego „Dar 123”. W 1989 roku odbył dwa rejsy na Spitsbergen z ekipą naukową PAN, a w 1990/1991 r. przewiózł na Stację im. H. Arctowskiego ekipę XV Wyprawy Antarktycznej PAN. W ciągu ponad miesięcznego pobytu w Antarktyce uczestniczył w badaniach biologicznych i hydrologicznych okolicznych mórz w ramach międzynarodowej (polsko-holenderskiej) wyprawy badawczej. 
W maju 2004 odnalazł wrak MS „Steuben”, zatopionego 10 lutego 1945 z ewakuowanymi z Pilawy. 26 lipca 2006 potwierdził identyfikację wraku niemieckiego lotniskowca z II wojny światowej, „Graf Zeppelin”, odnalezionego wcześniej niedaleko Łeby. Na przełomie 2012 i 2013 roku odnalazł wrak niemieckiego bombowca Junkers Ju 88. Od 31 maja do 1 czerwca 2013 roku prowadził badania wraku niemieckiego statku pasażerskiego MS „Georg Büchner”, który zatonął 30 maja 2013 na północny wschód od Rozewia podczas holowania do stoczni złomowej w Kłajpedzie.
W latach 2019–2022 ORP Arctowski przeszedł modernizację w gdyńskiej Stoczni Wojennej.
Okręt posiada nowoczesne wyposażenia hydrograficzne, w tym echosondy wielowiązkowe, sonar boczny, USBL, pojazd głębinowy, autonomiczny pojazd nawodny, łodzie hydrograficzne. Uzyskane dane opracowywane są w systemie hydrograficznym. Posiada również na pokładzie laboratoria badawcze.
Okręt wchodzi w skład Dywizjonu Zabezpieczenia Hydrograficznego.

## Dowódcy
- kmdr por. Krzysztof Filipowski (1982-1989)
- kmdr por. Janusz Leśny (1989-1991)
- kmdr ppor. Mirosław Połka (1991-1994)
- kmdr ppor. Krzysztof Kubicki (1994)
- kmdr por. Jerzy Bogdanowicz (1994-2003)
- kmdr ppor. Dariusz Beczek (2003-2007)
- kmdr ppor. Artur Grządziel (2007-2016)
- kmdr ppor. Marcin Gronek (2016-2023)
- kmdr ppor. Małgorzata Pająk (od 2023)